# Kanton Les Trois-Bassins
Der Kanton Les Trois-Bassins war von 1949 bis 2015 ein französischer Wahlkreis im Arrondissement Saint-Paul des Übersee-Départements Réunion. Er umfasste die Gemeinde Les Trois-Bassins.

## Bevölkerungsentwicklung
| 1982 | 1990 | 1999 | 2006 |
| ---- | ---- | ---- | ---- |
| 5132 | 5767 | 6598 | 6807 |